# Tomoya Uchida
Tomoya Uchida (Komono, 10 de julho de 1983) é um futebolista profissional japonês que atua como meia. Atualmente defende o Yokohama FC.